# Grand Prix Velké Británie 1967
Grand Prix Velké Británie 1967 (oficiálně XX RAC British Grand Prix) se jela na okruhu Silverstone v Silverstonu ve Velké Británii dne 15. července 1967. Závod byl šestým v pořadí v sezóně 1967 šampionátu Formule 1.

## Kvalifikace
| Poř. | No. | Jezdec          | Konstruktér     | Čas    | Ztráta |
| ---- | --- | --------------- | --------------- | ------ | ------ |
| 1    | 5   | Jim Clark       | Lotus-Ford      | 1:25.3 | —      |
| 2    | 6   | Graham Hill     | Lotus-Ford      | 1:26.0 | +0.7   |
| 3    | 1   | Jack Brabham    | Brabham-Repco   | 1:26.2 | +0.9   |
| 4    | 2   | Denny Hulme     | Brabham-Repco   | 1:26.3 | +1.0   |
| 5    | 9   | Dan Gurney      | Eagle-Weslake   | 1:26.4 | +1.1   |
| 6    | 8   | Chris Amon      | Ferrari         | 1:26.9 | +1.6   |
| 7    | 9   | John Surtees    | Honda           | 1:27.2 | +1.9   |
| 8    | 11  | Jochen Rindt    | Cooper-Maserati | 1:27.4 | +2.1   |
| 9    | 12  | Pedro Rodriguez | Cooper-Maserati | 1:27.9 | +2.6   |
| 10   | 10  | Bruce McLaren   | Eagle-Weslake   | 1:28.1 | +2.8   |
| 11   | 4   | Mike Spence     | BRM             | 1:28.3 | +3.0   |
| 12   | 3   | Jackie Stewart  | BRM             | 1:28.7 | +3.4   |
| 13   | 15  | Chris Irwin     | BRM             | 1:29.6 | +4.3   |
| 14   | 20  | David Hobbs     | BRM             | 1:30.1 | +4.8   |
| 15   | 14  | Alan Rees       | Cooper-Maserati | 1:30.3 | +5.0   |
| 16   | 16  | Piers Courage   | BRM             | 1:30.4 | +5.1   |
| 17   | 19  | Bob Anderson    | Brabham-Climax  | 1:30.7 | +5.4   |
| 18   | 17  | Jo Siffert      | Cooper-Maserati | 1:31.0 | +5.7   |
| 19   | 23  | Jo Bonnier      | Cooper-Maserati | 1:32.0 | +6.7   |
| 20   | 22  | Silvio Moser    | Cooper-ATS      | 1:32.9 | +7.6   |
| 21   | 18  | Guy Ligier      | Brabham-Repco   | 1:34.8 | +9.5   |

## Závod
| Poř.   | No. | Jezdec          | Konstruktér     | Počet kol | Čas/Odstoupení  | Pořadí na startu | Body |
| ------ | --- | --------------- | --------------- | --------- | --------------- | ---------------- | ---- |
| 1      | 5   | Jim Clark       | Lotus-Ford      | 80        | 1:59:25.6       | 1                | 9    |
| 2      | 2   | Denny Hulme     | Brabham-Repco   | 80        | + 12.8          | 4                | 6    |
| 3      | 8   | Chris Amon      | Ferrari         | 80        | + 16.6          | 6                | 4    |
| 4      | 1   | Jack Brabham    | Brabham-Repco   | 80        | + 21.8          | 3                | 3    |
| 5      | 12  | Pedro Rodriguez | Cooper-Maserati | 79        | + 1 kolo        | 9                | 2    |
| 6      | 7   | John Surtees    | Honda           | 78        | + 2 kola        | 7                | 1    |
| 7      | 15  | Chris Irwin     | BRM             | 77        | + 3 kola        | 13               |      |
| 8      | 20  | David Hobbs     | BRM             | 77        | + 3 kola        | 14               |      |
| 9      | 14  | Alan Rees       | Cooper-Maserati | 76        | + 4 kola        | 15               |      |
| 10     | 18  | Guy Ligier      | Brabham-Repco   | 76        | + 4 kola        | 21               |      |
| Ret    | 19  | Bob Anderson    | Brabham-Climax  | 67        | Motor           | 17               |      |
| Ret    | 6   | Graham Hill     | Lotus-Ford      | 64        | Motor           | 2                |      |
| Ret    | 4   | Mike Spence     | BRM             | 44        | Zapalování      | 11               |      |
| Ret    | 9   | Dan Gurney      | Eagle-Weslake   | 34        | Spojka          | 5                |      |
| Ret    | 22  | Silvio Moser    | Cooper-ATS      | 29        | Tlak oleje      | 20               |      |
| Ret    | 11  | Jochen Rindt    | Cooper-Maserati | 26        | Motor           | 8                |      |
| Ret    | 3   | Jackie Stewart  | BRM             | 20        | Řazení          | 12               |      |
| Ret    | 10  | Bruce McLaren   | Eagle-Weslake   | 14        | Motor           | 10               |      |
| Ret    | 17  | Jo Siffert      | Cooper-Maserati | 10        | Motor           | 18               |      |
| Ret    | 23  | Jo Bonnier      | Cooper-Maserati | 0         | Motor           | 19               |      |
| DNS    | 16  | Piers Courage   | BRM             | 0         | Vůz řídil Irwin | 16               |      |
| Zdroj: |     |                 |                 |           |                 |                  |      |

## Průběžné pořadí po závodě
Pohár jezdců
|        | Pořadí | Jezdec          | Body |
| ------ | ------ | --------------- | ---- |
|        | 1      | Denny Hulme     | 28   |
| 3      | 2      | Jim Clark       | 19   |
| 1      | 3      | Jack Brabham    | 19   |
|        | 4      | Chris Amon      | 15   |
| 2      | 5      | Pedro Rodríguez | 14   |
| Zdroj: |        |                 |      |

Pohár konstruktérů
|        | Pořadí | Konstruktér     | Body |
| ------ | ------ | --------------- | ---- |
|        | 1      | Brabham-Repco   | 33   |
| 3      | 2      | Lotus-Ford      | 19   |
| 1      | 3      | Cooper-Maserati | 19   |
|        | 4      | Ferrari         | 15   |
| 2      | 5      | BRM             | 11   |
| Zdroj: |        |                 |      |